# Preston (Maryland)
Preston es un pueblo ubicado en el condado de Caroline en el estado estadounidense de Maryland. En el año 2010 tenía una población de 719 habitantes y una densidad poblacional de 479,33 personas por km².

## Geografía
Preston se encuentra ubicado en las coordenadas 38°42′39″N 75°54′30″O / 38.71083, -75.90833.

## Demografía
Según la Oficina del Censo en 2000 los ingresos medios por hogar en la localidad eran de $57.426 y los ingresos medios por familia eran $54.688. Los hombres tenían unos ingresos medios de $41.625 frente a los $36.591 para las mujeres. La renta per cápita para la localidad era de $26.167. Alrededor del 3,5% de la población estaba por debajo del umbral de pobreza.